# 22819 Davidtao
22819 Davidtao è un asteroide della fascia principale. Scoperto nel 1999, presenta un'orbita caratterizzata da un semiasse maggiore pari a 2,3111926 UA e da un'eccentricità di 0,0500290, inclinata di 2,43916° rispetto all'eclittica.